# Архив смерти
«Архив смерти» (нем. Archiv des Todes) — приключенческий боевик, 13-серийный телесериал, снятый в 1979-1980 гг. в Германской Демократической республике.

## Сюжет
8 ноября 1944 года за линию восточного фронта была переброшена группа из пяти советских разведчиков со спецзаданием, заключавшемся в захвате архива дел на агентов нацистской Германии на Украине, в Польше и Венгрии. В группу разведчиков вошли: немецкий коммунист Георг, живший в СССР с 1939 года; бывший студент, а ныне старший лейтенант военной разведки Борис; польский партизан Янек; гауптман Эрнст, сдавшийся в плен советским войскам вместе с остатками своего батальона; и бывший немецкий солдат Хайнер, также попавший в плен.
Во время десантирования самолёт группы был сбит. Один из её членов — Георг — был ранен и выбросился с парашютом далеко от намеченной цели. Несмотря на ранение, он сумел спасти мешок со снаряжением, но через некоторое время обессилел и потерял сознание на болотах, где его нашла местная жительница Ханка. Она спрятала Георга на острове среди болот, затем помогла найти его другим членам группы. Похитив немецкого военного врача доктора Лауэ, они заставляют его вылечить Георга.
За группой охотятся представители абвера: майор Цирргибель и гауптман Френцель, и СС: штандартенфюрер Хаук, оберштурмбаннфюрер Флинт и оберштурмфюрер Байзель. Флинт, подчинённый Хаука, мечтает «подсидеть» его, в чём ему помогает фройляйн Тешендорф.

## Интересные факты
Через 4 года после сериала вышел новый сериал под названием «Фронт без пощады», который первоначально задумывался как приквел «Архива смерти». Несмотря на то, что сюжет и герои стали полностью самостоятельными, их играли большей частью те же актёры.
Из интервью Гойко Митича: «Съёмки партизан в лесу производились в Белоруссии».

## В ролях
- Юрген Цартманн — Георг
- Гойко Митич — Борис
- Герд Блахушек — капитан Эрнст
- Леон Немчик — Янек
- Кшиштоф Строинский — Хайнер
- Барбара Брыльска — Ханка
- Рената Блюме — Рената Виснер
- Альфред Штруве — штандартенфюрер Хаук
- Клаус-Петер Тиле — гауптштурмфюрер Тиль
- Хайдемари Венцель — фройляйн фон Тешендорф
- Ханньо Хассе — майор Цирргибель
- Иоахим Томашевский — Байзель
- Гельмут Шеллхардт — Хензельманн
- Харальд Вармбрюнн — гауптманн Френцель
- Ульрих Фосс — оберштурмбаннфюрер Флинт
- Хорст Шульце — доктор Лауэ
- Эва Зентек — Илиона (в сериях 4 и 6)
- Эльжбета Каркошка — Лидия Вонсинская (в сериях 10 и 11)